# 祖辛
祖辛（？—？），又称且辛，子姓，名旦，商朝第十五任君主。祖辛是前任君主祖乙之子，其首都在庇。死後由弟沃甲繼位。

## 在位年數
現今流傳文獻記載的祖辛在位年數有2種說法：
- 在位14年，《今本竹書紀年》。
- 在位16年，《太平御覽》卷83引《史記》，《冊府元龜》、《皇極經世》、《資治通鑑外紀》、《資治通鑑前編》、《通志》、《文獻通考》均同。

## 家庭

### 妻
- 妣甲，甲骨文作“仲丁配妣甲”[a]、“祖丁母妣甲”[b]，生子祖丁

### 子
- 祖丁